# 羅比·凱
羅比·凱（Robert Andrew "Robbie" Kay，1995年9月13日—）是英國的一位演員。他最著名的作品是在電視劇《童話鎮》中飾演彼得潘的角色。自2011年開始，他居住在美國德克薩斯州休斯敦。